# Norvégiens
Cet article concerne le peuple de Norvège. Pour la langue norvégienne, voir Norvégien.
En français, les Norvégiens sont : 
- selon la Constitution de la Norvège, le droit du sol et le droit international, les citoyens de la Norvège et eux seuls[5], quelles que soient leurs langues, origines et traditions culturelles[6] ;
- selon la définition ethnique, le droit du sang et l’appartenance linguistique et culturelle, le peuple nordique scandinave qui s’auto-désigne en norvégien : nordmenn et forme la population dominante en Norvège, étant également présent ailleurs dans le monde, notamment aux États-Unis. Ils représentent en tout 12 millions de personnes, soit 0,17 % de la population mondiale[7] dont la moitié en Norvège même[8].

Selon de récentes analyses génétiques, le polymorphisme sur le génome mitochondrial et sur le chromosome Y montrerait une affinité génétique entre les Norvégiens (ainsi que les Suédois et les Danois) avec les Européens centraux, en particulier les Allemands.
Dans l’Antiquité, les Scandinaves occidentaux, peuple germanique des côtes occidentales de la Scandinavie, s’adonnaient à la pêche, à la chasse et à l’élevage, pratiquant la religion scandinave. Au Haut Moyen Âge, ils participèrent, sous le nom de « Vikings » aux grandes invasions qui déferlèrent sur les royaumes germaniques successeurs de l’Empire romain d'Occident. Jusqu’au IXe siècle, les ancêtres des Norvégiens vivaient dans de petits royaumes dirigés par des jarls comme celui de Lade. À partir du Moyen Âge, la consolidation de la Norvège, tantôt autonome, tantôt dans le giron danois, tantôt dans l'orbite suédoise, résulta d’un long processus, et les limites de la langue norroise varièrent. Le christianisme devint dominant au XIe siècle et les Norvégiens choisirent la réforme protestante au XVIe siècle.
Au nord, dans le comté de Troms et Finnmark, les Sames ont gardé leur propre langue et culture, mais font également partie de la nation norvégienne. À l’inverse, on compte 4 645 030 (en 2015) descendants de Norvégiens aux États-Unis, cette diaspora résultant de l’émigration économique de la fin du XIXe siècle au début du XXe siècle. En Russie, une petite communauté norroise vit depuis 1860 dans la péninsule de Kola, descendant d'anciens pêcheurs et trappeurs installés là sous le règne du tzar Alexandre II.